# Кільчасто-пластинчастий обладунок

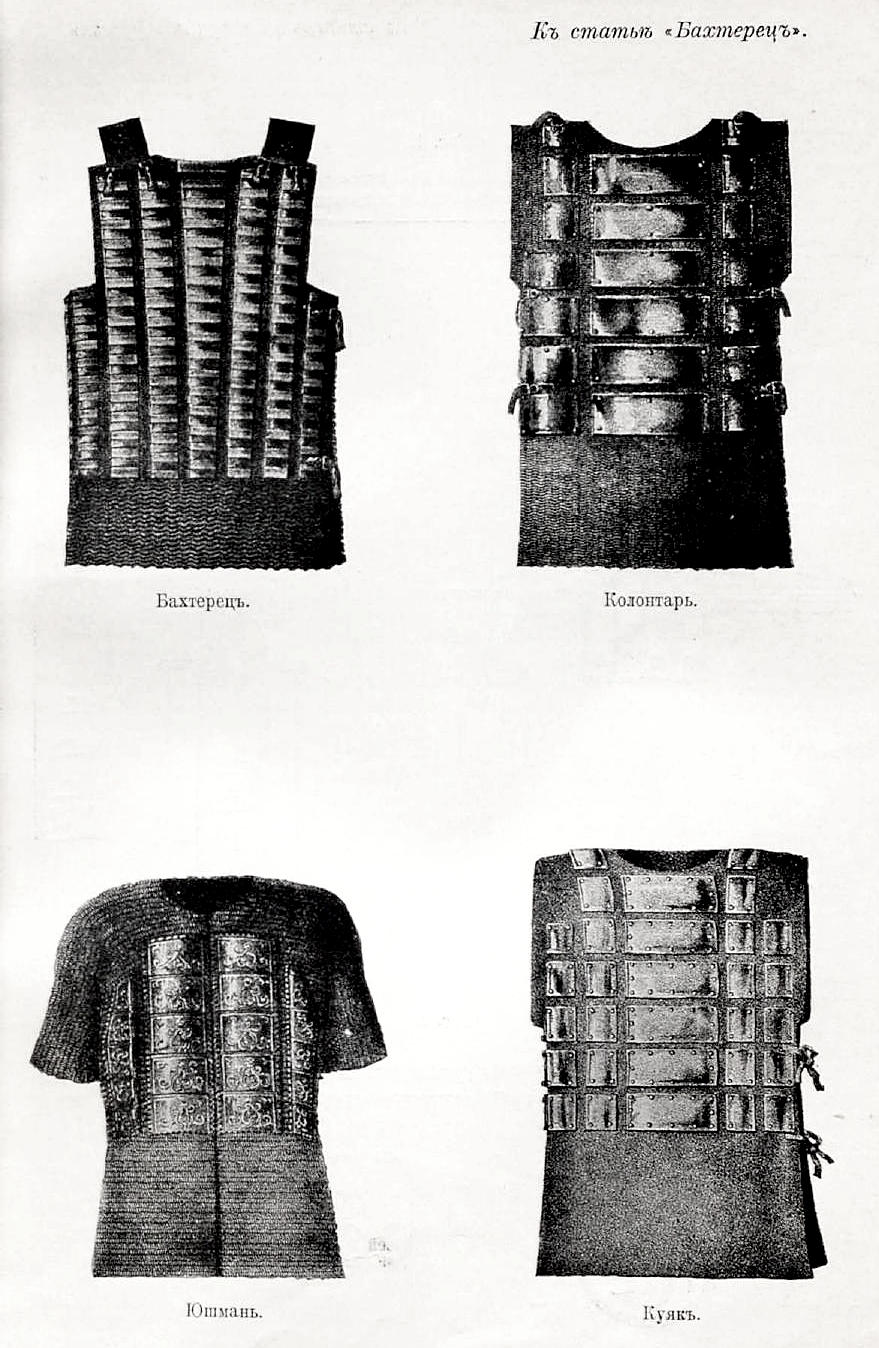
Види кільчато-пластинчастих обладунків

Кільчасто-пластинчастий обладунок — різновид обладунку з металевих пластин, з'єднаних один з одним за допомогою окремих кілець або вставок кольчужного полотна, часто доповнений кольчужними рукавами, подолами.
Кільчасто-пластинчастий обладунок міг носитися в комплекті з додатковими захисними елементами, такими, як наплічники, поручі і наголінники. Поширені були на Русі і на Сході, поєднували в собі гнучкість кольчуги і міцність пластинчастого обладунку. Воїн в кільчасто-пластинчастому обладунку був добре захищений, і, в той же час, зберігав рухливість, гнучкість і високу швидкість переміщення. У зв'язку з цим проти них застосовувалися кончари і естоки, а також списи з гранованими наконечниками.

## Русь, Польща, Литва, Близький Схід, Середня Азія, Індія і Пакистан

### Бехтер
Бехтер (від монг. бектер — «панцир», «кольчуга») або калантар — захисний металевий обладунок воїна, різновид кільчасто-пластинчастого обладунку. В Україні поширений в 15-17 століттях. Призначався для захисту від холодної, а також ручної вогнепальної зброї. Набирався з металевих квадратних пластинок, що з'єднувались кільцями у кілька рядів. Внизу робилося кольчужне облямування або залізна сітка. Бокові та плечові розрізи застібалися пряжками із запряжниками, або ременями з металевими наконечниками. Для виготовлення бехтеру використовувалося від кількох десятків до полутора тисяч пластинок, причому сопосіб їхнього монтування передбачав подвійне або, в деяких випадках, потрійне нашарування. Іноді бехтеру нарощували кольчужний комір та рукави. В середньому бехтер важив 5-7 кілограм, і був 60-70 сантиметрів завдовжки.

## Японія

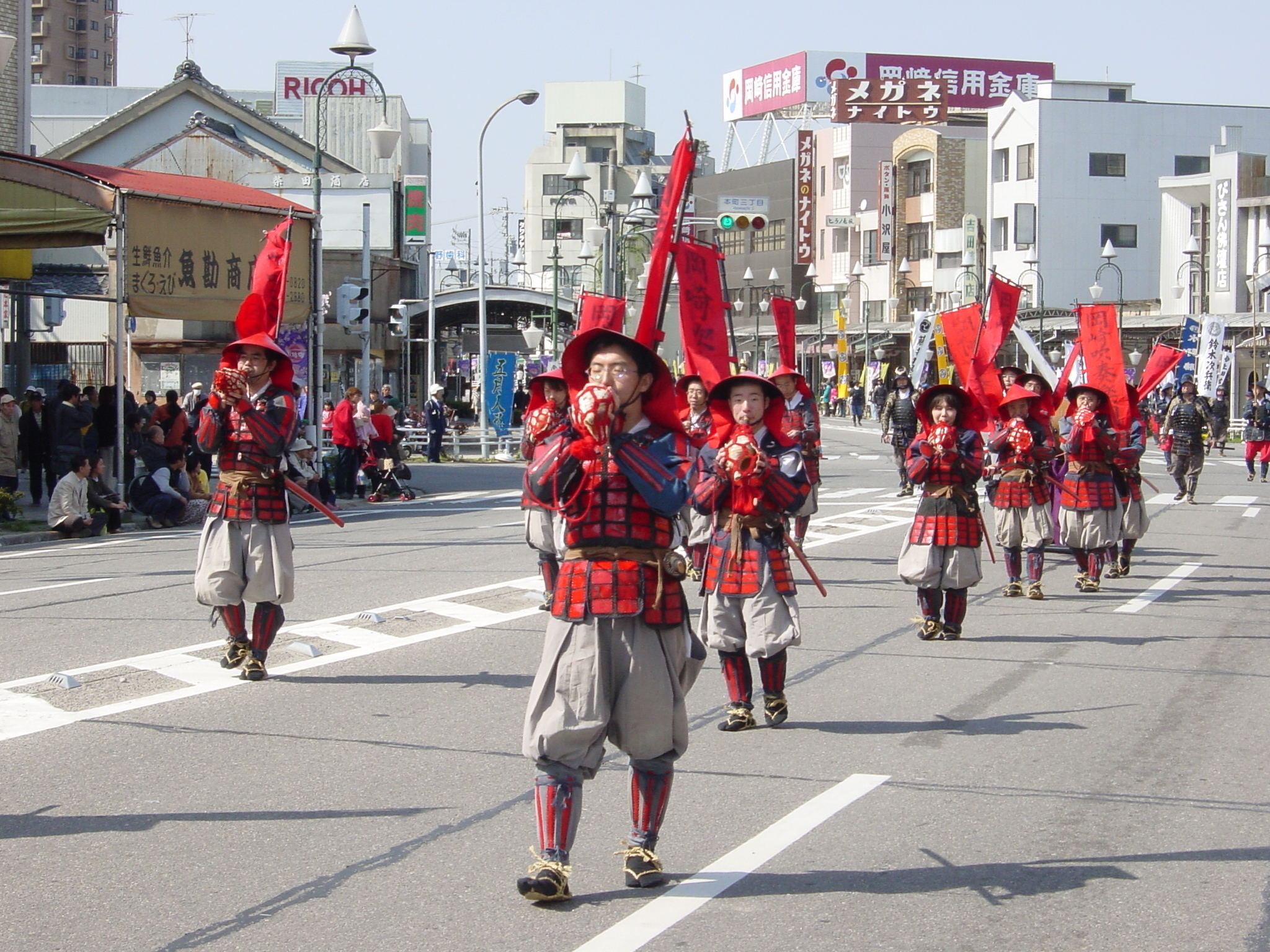
Асігару в окасі татамі-до

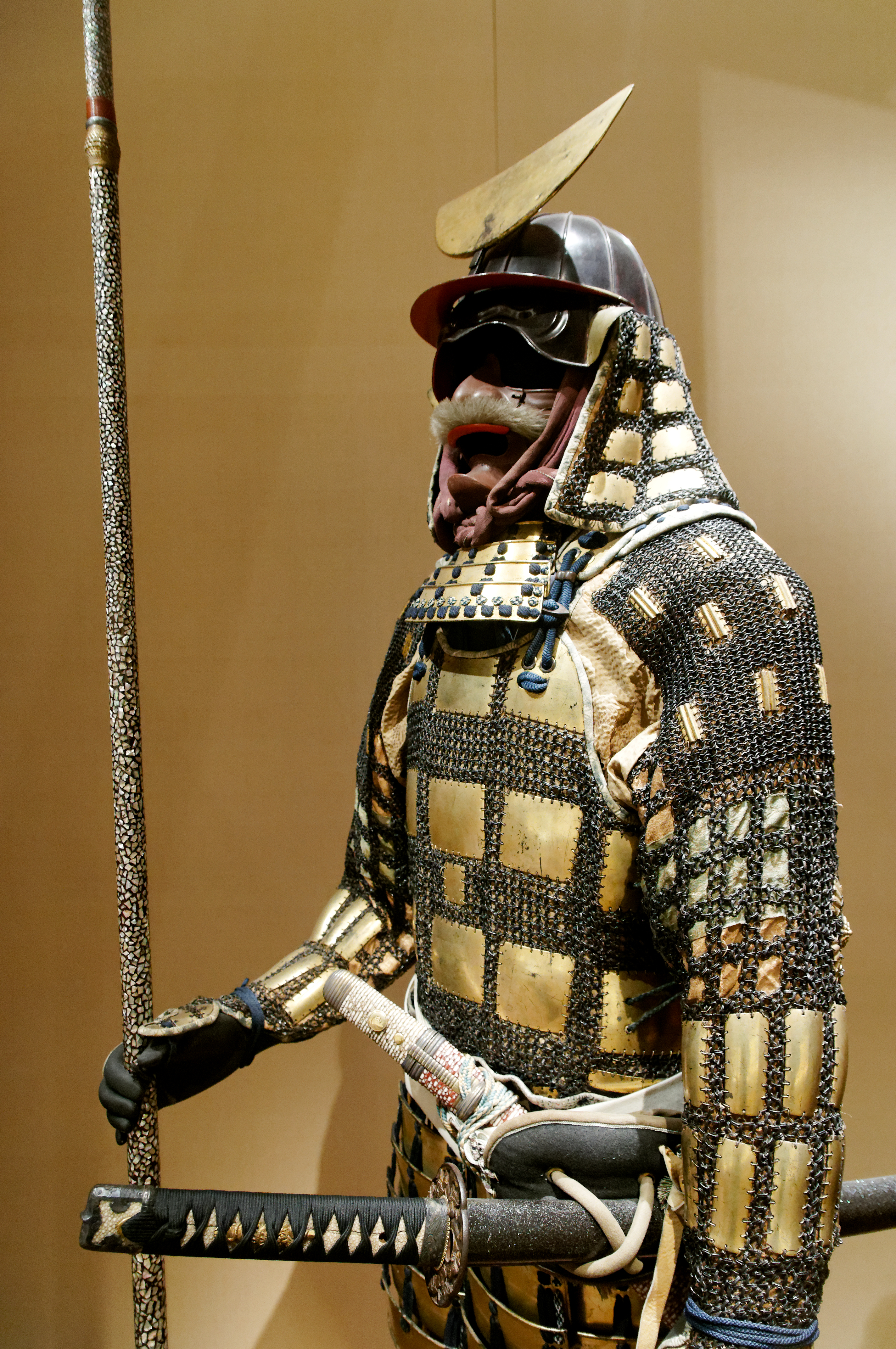
Японський кільчасто-пластинчастий обладунок

Японським аналогом калантару є татамі-до з японської «бригантини», який на відміну від калантару міг складатися не тільки з квадратних, а й з шестикутних пластин. Іншою відмінністю було те, що пластини в татамі-до як правило були невеликими, на відміну від пластин калантару. Третьою відмінністю було те, що і пластини, і кольчуга в татамі-до нашивалися на суконну основу. Четвертою відмінністю було те, що для захисту від корозії у вологому японському кліматі пластини татамі-до обклеювалися шкірою і лакувалися, а кольчуга лише лакувалася. І кінцевою п'ятою відмінністю був спосіб плетіння японської кольчуги. При цьому татамі-до, на відміну від калантару, вважався дешевим і непрестижним обладунком. В той час як на Русі, Близькому Сході і Середній Азії, де основним обладунком була кольчуга, кольчуга з вплетеними пластинами була доступна не для всіх. В Японії основним обладунком в епоху міжусобних війн був ламінарний обладунок з горизонтальних пластин, сплетених шовковим шнуром, а японська кольчуга особливого плетіння служила лише для прикриття щілин. Через що обладунок з кольчуги, навіть з вплетеними металевими пластинами, сприймався як замінник. І навіть ламінарний обладунок зі шкіри замість металу, вважався престижнішим за татамі-до з металу. У зв'язку з цим, татамі-до нерідко робили низької якості і з тонких пластин, так що він міг поступатися за міцністю не тільки калантару, виготовленому із міцних пластин і аж ніяк не для бідних, але й навіть хорошому шкіряному обладунку.

## Корея

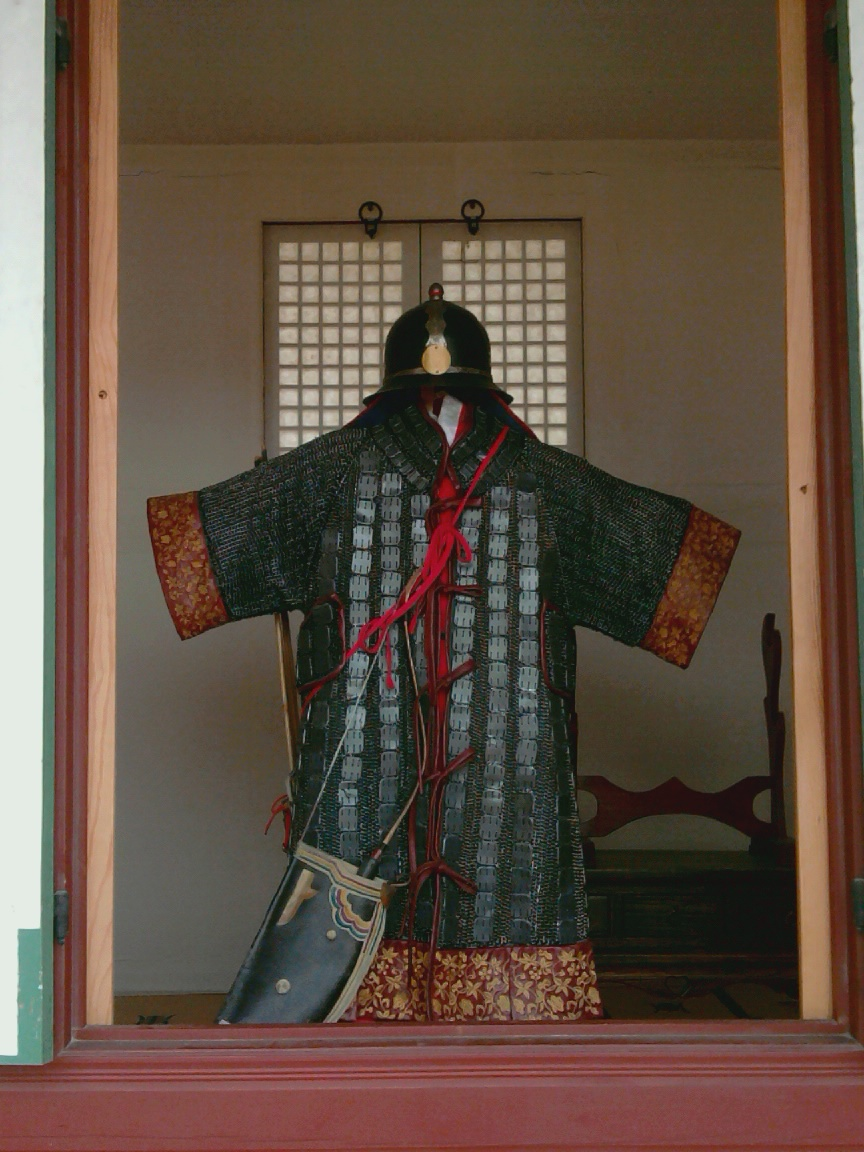
Корейський обладунок Кьонбонгап (조선 의 경 번갑)

Корейський аналог колонтаря називався Кьонбонгап (경 번갑 / 鏡 幡 甲), тобто «обладунок, [складений] з полотнищ, [зібраних] з дзеркал». Найбільш відомий обладунок цього типу, який дійшов до наших днів, належав знаменитому полководцю XIV століття Чонджі.

## Галерея

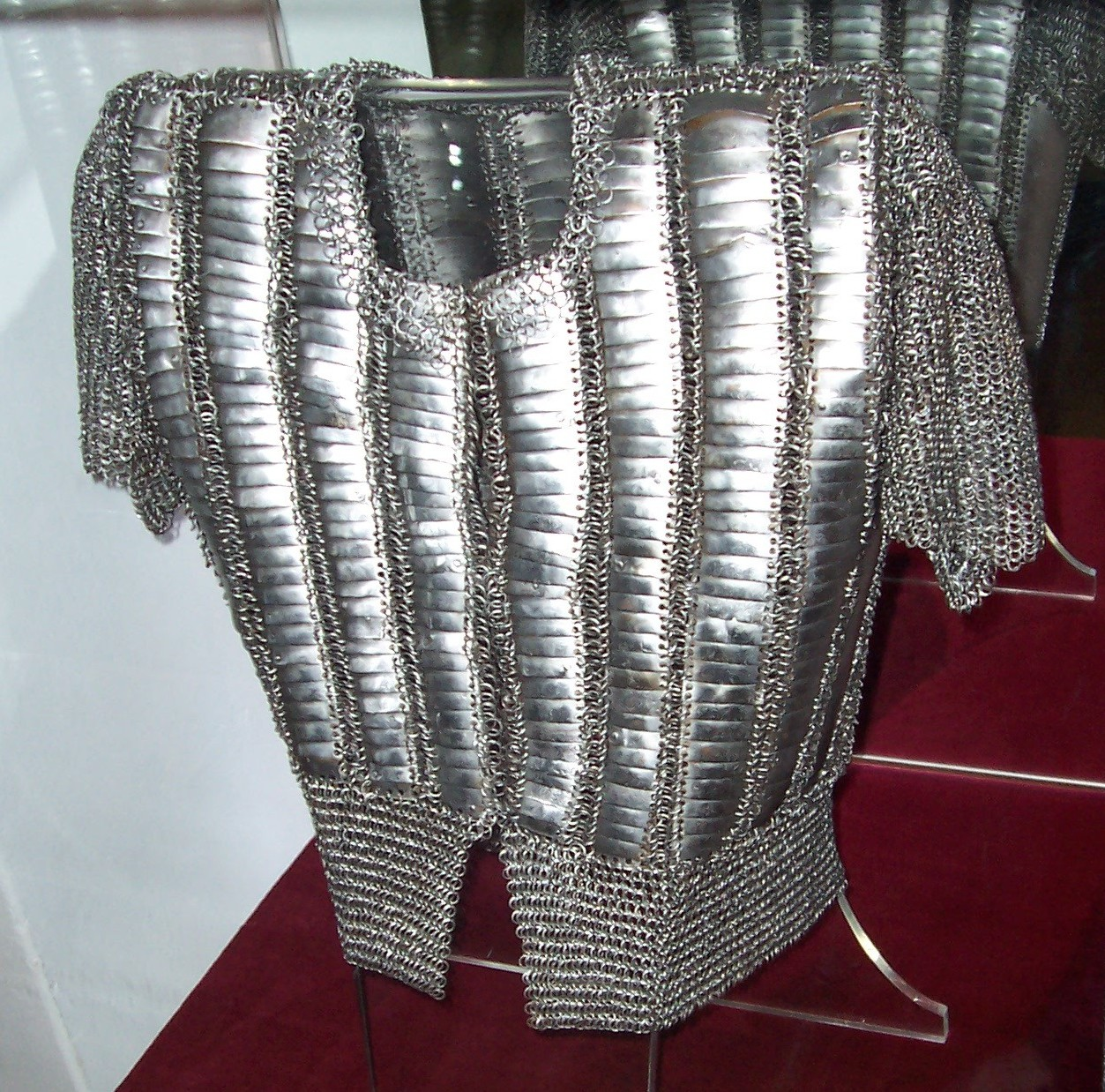
польск. Bechter

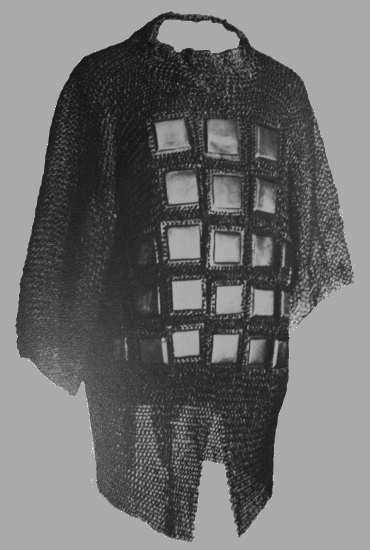
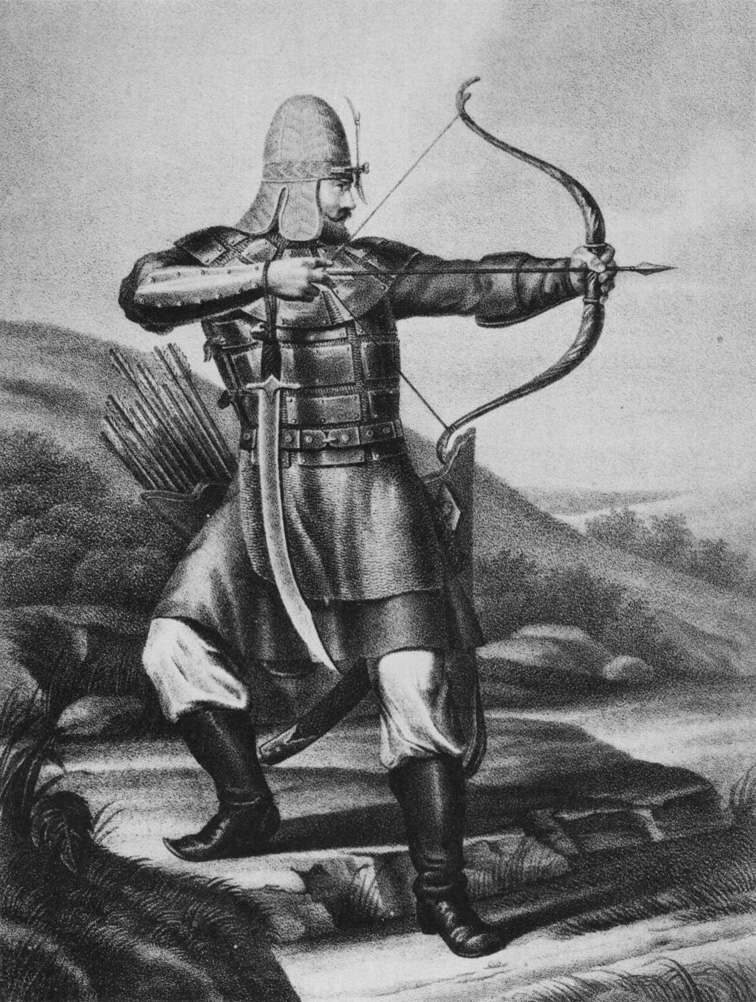

## Джерело
- Енциклопедія історії України : у 10 т. / редкол.: В. А. Смолій (голова) та ін. ; Інститут історії України НАН України. — К. : Наукова думка, 2003—2019. — ISBN 966-00-0632-2.
- Носов К. С. Самураї: Еволюція озброєння. — СПб.: Атлант, 2007. — ISBN 978-5-98655-016-9.